# RIZIN.47
Yogibo presents RIZIN.47（ヨギボー・プレゼンツ・ライジン・フォーティーセブン）は、日本の総合格闘技団体「RIZIN」の大会の一つ。
2024年6月9日に東京都渋谷区国立代々木競技場第一体育館で開催された。

## 概要
2024年4月29日のRIZIN LANDMARK 5以来1年1ヶ月ぶりに国立代々木競技場第一体育館で開催される今大会では、メインイベントで現RIZINフライ級王者の堀口恭司がバンタム級に階級を戻し、元Bellatorバンタム級王者のセルジオ・ペティスと2021年12月3日のBellator 272以来2年6ヶ月ぶりに再戦し、堀口が判定勝ちを収め、リベンジに成功した。また、第5代RIZINバンタム級王者のフアン・アーチュレッタがフェザー級に階級を上げ、第3代RIZINフェザー級王者のクレベル・コイケと対戦。結果はクレベルが1R一本勝ちを収めた。
第5試合終了後、現RIZINバンタム級王者朝倉海がリングに上がり、王座を返上し、UFCに参戦することが発表された。
また、榊原信行CEOから、ボクシング世界6階級制覇王者マニー・パッキャオが、超RIZIN.3に参戦し、現RIZINフェザー級王者鈴木千裕とボクシングのエキシビションマッチを行うことが発表された。

## 対戦カード
第1試合 MMAルール 71.0kg契約ワンマッチ 5分3R
×  徳留一樹 vs.  宇佐美正パトリック ○ 
1R 2:29 TKO（右フック→パウンド）
第2試合 キックボクシングルール 62.0kg契約ワンマッチ 3分3R（肘あり） 
○  梅野源治 vs.  魚井フルスイング × 
3R終了 判定3-0
第3試合 MMAルール 71.0kg契約ワンマッチ 5分3R
×  ジョニー・ケース vs.  “ブラックパンサー”ベイノア ○ 
3R終了 判定0-3
※ケースが前日計量で規定体重を1kgオーバーしたため、ベイノアが勝利した場合のみ公式記録となり、ケースにレッドカード提示によるペナルティ（50%減点）が与えられた状態から試合が行われる。
第4試合 MMAルール 66.0kg契約ワンマッチ 5分3R
○  カルシャガ・ダウトベック vs.  関鉄矢 ×
1R 3:11 KO（左ボディーブロー）
第5試合 MMAルール 71.0kg契約ワンマッチ 5分3R
○  スパイク・カーライル vs.  キム・ギョンピョ × 
3R 1:11 リアネイキッドチョーク
第6試合 MMAルール 66.0kg契約ワンマッチ 5分3R
×  武田光司 vs.  ラジャブアリ・シェイドゥラエフ ○ 
 1R 4:38 リアネイキッドチョーク
第7試合 MMAルール 120.0kg契約ワンマッチ 5分3R
×  上田幹雄 vs.  シェミスラブ・コバルチェク ○ 
 1R 2:08 腕ひしぎ十字固め
第8試合 MMAルール 66.0kg契約ワンマッチ 5分3R
○  クレベル・コイケ vs.  フアン・アーチュレッタ × 
 1R 2:25 ヒールフック
第9試合 MMAルール 61.0kg契約ワンマッチ 5分3R
○  堀口恭司 vs.  セルジオ・ペティス × 
3R終了 判定3-0